# Старый Толмачёвский переулок
Ста́рый Толмачёвский переу́лок (в XIX веке Никитский переулок) в районе Замоскворечье Центрального административного округа города Москвы проходит от Большой Татарской улицы, пересекая Новокузнецкую улицу, до Пятницкой улицы. Это один из древнейших переулков Замоскворечья, проходящий на месте дороги XIII—XIV века, соединявшей перевозы через реку Москву — из Занеглименья в Заяузье.

## Происхождение названия
По поселению толмачей (переводчиков), обслуживавших замоскворецких татар-ордынцев XIV—XVI веков. Поселение «Старые Толмачи», датированное XIV веком, изначально располагалось восточнее современной Ордынки и переместилось западнее, в район современного Большого Толмачёвского переулка в XV—XVI веках. Сами же ордынцы (Татарская Слобода XIV века) обитали восточнее современной Новокузнецкой улицы, на месте кварталов между Озерковским, Старым Толмачёвским и Руновским переулками.

## История
В XIII—XIV веках по трассе современных Татарских улиц проходила большая дорога от «живого моста, что против трубы» (см. Большой Москворецкий мост) в Коломну. Примерно по трассе Голутвинских переулков располагался перевоз из Замоскворечья на запад, в Занеглименье (современная Остоженка), а по трассе Озерковского и Комиссариатского переулков — перевоз на восток, в Заяузье. На дороге, соединявшей два перевоза, вдоль Коломенской дороги и обосновались татары-ордынцы; непосредственно к западу расположилась слобода толмачей.

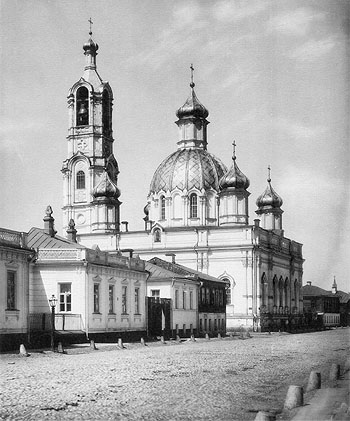
Храм Никиты Мученика, фото 1880-х годов

После разрушений Смуты и последовавшим за Смутой возведением кольца валов Земляного города уличная Сеть Замоскворечья резко изменилась: восточные, «ордынские», дороги потеряли своё значение, особенно те, что упирались в глухой земляной вал. Взамен них быстро развивались улицы, что вели от мостов через реку к трём воротам Земляного вала — Ордынка, Полянка, Якиманка. Меридиональная сетка переулков в восточной части Замоскворечья, включая Никитский переулок, оказавшись в стороне от городского развития, надолго законсервировалась.
Никитский переулок был назван так по церкви Никиты Мученика «в Старых Толмачах» на углу Кузнецкой (Новокузнецкой) улицы, известной с 1613 года. В 1858—1863 на её месте был выстроен пятиглавый храм по проекту М. Д. Быковского. Его снесли в 1935, на месте храма — семиэтажный жилой дом работников милиции (№ 4/12).
Татарское присутствие в восточном Замоскворечье сохраняется по сей день, и именно к югу от Никитского (Старого Толмачёвского) переулка в XIX веке сложился культурный центр замоскворецких татар. В 1823 году в квартале между Никитским и Малым Татарским переулками была учреждена Московская историческая мечеть (вероятно, что мусульмане и до того неофициально собирались на этом месте). В 1914 году в Малом Татарском переулке, 8 были открыты медресе и татарская школа. . Несколько домов неподалёку от переулка (в основном на Большой Татарской улице) принадлежали потомкам известного московского татарского предпринимателя и мецената Салиха Юсуповича Ерзина.
В 1914 году между Пятницкой и Новокузнецкой, напротив Никитского храма, затевалось строительство квартала из восьмиэтажных домов-«тучерезов», но в итоге выстроили только один дом — современный № 17/37 (арх. С. Е. Антонов). В 2008 году он остаётся самым высоким строением в переулке.

## Здания и сооружения
По нечётной стороне:
- Во дворе дома № 3 (Большая Татарская, 28 стр. 2) — Московская историческая мечеть
- № 17 — Доходный дом (1914, архитектор С. Е. Антонов)

По чётной стороне:

## Транспорт
- Станции метро «Третьяковская», «Новокузнецкая».